# Cynotilapia
Cynotilapia es un género de peces de la familia Cichlidae en el orden Perciformes.

## Especies
Las especies de este género son:
- Cynotilapia afra
- Cynotilapia axelrodi
- Cynotilapia pulpican